# Hater (canción)
«Hater» es una canción de la banda estadounidense de nu metal Korn. Fue lanzado el 6 de febrero de 2014 como el tercer y último sencillo de su undécimo álbum de estudio The Paradigm Shift, editado en julio de 2014 como parte de World Tour Edition.

## Antecedentes
La canción fue escrita en 2014 para servir como un nuevo sencillo para promocionar un lanzamiento especial de The Paradigm Shift, titulado The Paradigm Shift: World Tour Edition. Se lanzó oficialmente a las estaciones de radio el 19 de junio de 2014 y estuvo disponible para descarga digital el 1 de julio de 2014.

## Composición
Con respecto a la canción, dice el vocalista principal Jonathan Davis; "Todo el mundo tiene a alguien que te odia porque tienes algo que quiere. Es realmente, como, la primera canción de empoderamiento que he escrito. La letra es: 'No puedes derribarme/Ya he tenido mi la vida se puso patas arriba/camino en una espiral descendente dando vueltas y vueltas/pero sigo volando, sigo luchando/nunca me derribarás.' Es como la mierda más positiva que he escrito. Y a todos los que la han escuchado les encanta, y creo que les va a dar a las personas que se enojan con las personas que los molestan y los odian, como, '¡A la mierda esto! Me importa un carajo lo que pienses. Me importa un carajo lo que digas. Simplemente eres un jodido enemigo. Creo que la gente se identificará con eso".

## Video musical
El video, dirigido por David "Yarvo" Yarovesky, se estrenó el 21 de agosto y presenta videos, enviados por fanáticos, sobre sus experiencias de intimidación, junto con Davis tratando de abrirse paso a través de un velo gris, y hombres y mujeres pálidos haciéndose daño y/o empapándose. en sangre, la mayoría de las viñetas tienen un esquema de color rojo y gris.
El video termina con el mensaje "La autolesión o el suicidio nunca son la respuesta. No dejes que ganen los enemigos. - KoRn".

## Lista de canciones
Descarga digital
1. "Hater" - 3:56

## Personal
Créditos adaptados a partir de las notas del sencillo.
- Voces: Jonathan Davis
- Guitarras: Brian "Head" Welch, James "Munky" Shaffer
- Bajo: Reginald "Fieldy" Arvizu
- Batería: Ray Luzier
- Producción: Don Gilmore